# Museu de Fósseis e Minerais
O Museu de Fósseis e Minerais de Melilha, localizado no Centro de Interpretação da Natureza "Engenheiro Ramón Gavilán", no Parque Granja Escola Rei Felipe VI, apresenta coleções de fósseis e minerais da região. Seu objetivo é promover o conhecimento sobre a geologia local e sensibilizar o público sobre a preservação ambiental, oferecendo uma experiência educativa sobre a história natural e a formação geológica da área.

## História
Foi criado em 2015 pela Cidade Autónoma de Melilha, após a aquisição de peças de uma coleção particular. A coleção foi expandida ao longo do tempo com doações e compras de novos exemplares, visando completar diferentes famílias de fósseis e minerais. O objetivo é facilitar o estudo e a compreensão da vida durante a pré-história e promover o conhecimento sobre a evolução geológica e biológica da região.

## Conteúdos
Atualmente, o Museu de Fósseis e Minerais de Melilha possui 130 peças que abrangem diversas idades geológicas, incluindo estromatolitos, goniatites, orthoceras, trilobites, entre outros, até moluscos recentes. A coleção é composta principalmente por restos de animais de origem marinha.